# Felix Magath
Wolfgang-Felix Magath (n. 26 iulie 1953, Aschaffenburg, Bavaria, Germania) este un fost jucător german de fotbal, acum antrenor. Din martie 2011 pregătește echipa VfL Wolfsburg, la conducerea căreia se află pentru a doua oară, în 2009 reușind să câștige cu această echipă titlul de campion al Germaniei.

## Palmares

### Jucător

#### Club
- Hamburg:
  - Cupa Campionilor Europeni: 1982–83; Locul doi 1979–80
  - Cupa Cupelor UEFA: 1976–77
  - Campionatul Germaniei: 1978–79, 1981–82, 1982–83; Locul doi 1979–80, 1980–81, 1983–84
  - Supercupa Europei: Locul doi 1977, 1983
  - Cupa UEFA: Locul doi 1981–82
  - Cupa Intercontinentală: Locul doi 1983

#### Echipa națională
- Campionatul Mondial de Fotbal: Locul doi 1982, 1986
- Campionatul European de Fotbal: 1980

### Antrenor
- Stuttgart:
  - Cupa UEFA Intertoto: 2002
- Bayern München:
  - Fußball-Bundesliga: 2004–05, 2005–06
  - Cupa Germaniei: 2004–05, 2005–06
  - DFB Ligapokal: 2004
- Wolfsburg:
  - Fußball-Bundesliga: 2008–09

## Statistici

### Club
|          |                   |               | Campionat | Campionat | Cupă      | Cupă      | Continental | Continental | Total   | Total  |
| Sezon    | Club              | League        | Meciuri   | Goluri    | Meciuri   | Goluri    | Meciuri     | Goluri      | Meciuri | Goluri |
| Germania | Germania          | Germania      | League    | League    | DFB-Pokal | DFB-Pokal | Europe      | Europe      | Total   | Total  |
| -------- | ----------------- | ------------- | --------- | --------- | --------- | --------- | ----------- | ----------- | ------- | ------ |
| 1974–75  | 1. FC Saarbrücken | 2. Bundesliga | 38        | 12        |           |           |             |             |         |        |
| 1975–76  | 1. FC Saarbrücken | 2. Bundesliga | 38        | 17        |           |           |             |             |         |        |
| 1976–77  | Hamburger SV      | Bundesliga    | 30        | 1         |           |           |             |             |         |        |
| 1977–78  | Hamburger SV      | Bundesliga    | 33        | 4         |           |           |             |             |         |        |
| 1978–79  | Hamburger SV      | Bundesliga    | 21        | 4         |           |           |             |             |         |        |
| 1979–80  | Hamburger SV      | Bundesliga    | 32        | 5         |           |           |             |             |         |        |
| 1980–81  | Hamburger SV      | Bundesliga    | 33        | 10        |           |           |             |             |         |        |
| 1981–82  | Hamburger SV      | Bundesliga    | 28        | 8         |           |           |             |             |         |        |
| 1982–83  | Hamburger SV      | Bundesliga    | 34        | 4         |           |           |             |             |         |        |
| 1983–84  | Hamburger SV      | Bundesliga    | 34        | 5         |           |           |             |             |         |        |
| 1984–85  | Hamburger SV      | Bundesliga    | 32        | 3         |           |           |             |             |         |        |
| 1985–86  | Hamburger SV      | Bundesliga    | 29        | 2         |           |           |             |             |         |        |
| Total    | Germania          | Germania      | 382       | 75        |           |           |             |             |         |        |
| Total    | Total             | Total         | 382       | 75        |           |           |             |             |         |        |

### Statistici internaționale
| Germania | Germania | Germania |
| An       | Meciuri  | Goluri   |
| -------- | -------- | -------- |
| 1977     | 2        | 0        |
| 1978     | 0        | 0        |
| 1979     | 0        | 0        |
| 1980     | 6        | 1        |
| 1981     | 11       | 1        |
| 1982     | 5        | 0        |
| 1983     | 0        | 0        |
| 1984     | 2        | 0        |
| 1985     | 8        | 1        |
| 1986     | 9        | 0        |
| Total    | 43       | 3        |

#### Goluri internaționale
| Nr. | Data               | Stadion                         | Oponent | Scor | Rezultat | Competiția            |
| --- | ------------------ | ------------------------------- | ------- | ---- | -------- | --------------------- |
| 1.  | 10 septembrie 1980 | St. Jakob-Park, Basel           | Elveția | 2–0  | 3–2      | Meci amical           |
| 2.  | 14 octombrie 1981  | Praterstadion, Viena            | Austria | 2–1  | 3–1      | Calificările CMF 1982 |
| 3.  | 27 martie 1985     | Ludwigsparkstadion, Saarbrücken | Malta   | 2–0  | 6–0      | Calificările CMF 1986 |

### Antrenorat
La 14 februarie 2014.
| Echipa              | Început           | Sfârșit            | Record | Record | Record | Record | Record | Record |
| Echipa              | Început           | Sfârșit            | G      | W      | D      | L      | Win %  | Ref.   |
| ------------------- | ----------------- | ------------------ | ------ | ------ | ------ | ------ | ------ | ------ |
| FC Bremerhaven      | 1 iulie 1992      | 30 iunie 1993      | 0      | 0      | 0      | 0      | —      |        |
| Hamburger SV II     | 1 iulie 1993      | 5 octombrie 1995   | 73     | 25     | 18     | 30     | 34,25  |        |
| Hamburger SV        | 5 octombrie 1995  | 18 mai 1997        | 69     | 28     | 19     | 22     | 40,58  | [ 7 ]  |
| 1. FC Nürnberg      | 1 septembrie 1997 | 30 iunie 1998      | 29     | 16     | 8      | 5      | 55,17  | [ 8 ]  |
| Werder Bremen       | 22 octombrie 1998 | 10 mai 1999        | 26     | 9      | 7      | 10     | 34,62  | [ 9 ]  |
| Eintracht Frankfurt | 27 decembrie 1999 | 29 ianuarie 2001   | 37     | 15     | 5      | 17     | 40,54  | [ 10 ] |
| VfB Stuttgart       | 23 februarie 2001 | 30 iunie 2004      | 147    | 73     | 37     | 37     | 49,66  | [ 11 ] |
| Bayern München      | 1 iulie 2004      | 31 ianuarie 2007   | 131    | 84     | 25     | 22     | 64,12  | [ 12 ] |
| VfL Wolfsburg       | 31 mai 2007       | 30 iunie 2009      | 85     | 46     | 18     | 21     | 54,12  | [ 13 ] |
| Schalke 04          | 1 iulie 2009      | 16 martie 2011     | 79     | 42     | 16     | 21     | 53,16  | [ 14 ] |
| VfL Wolfsburg       | 18 martie 2011    | 25 octombrie 2012  | 52     | 18     | 10     | 24     | 34,62  |        |
| Fulham              | 14 februarie 2014 | 18 septembrie 2014 | 20     | 4      | 4      | 12     | 20     |        |
| Shandong Luneng     | 8 iunie 2016      | 2017               | 21     | 7      | 5      | 9      | 33,3   |        |
| Total               | Total             | Total              | 769    | 367    | 172    | 230    | 47,7   | —      |